# Michaėla Kalanča
Michaėla Olegovna Kalanča (in russo Михаэла Олеговна Каланча?; Chișinău, 5 luglio 1994) è una sincronetta russa, di origini moldave.

## Carriera
Ha debuttato a livello internazionale durante i mondiali di Barcellona 2013 vincendo la medaglia d'oro con la squadra russa nel libero combinato. Agli europei di Londra 2016 a iniziato a gareggiare anche nel duo misto vincendo due medaglie d'oro insieme ad Aleksandr Mal'cev.

## Palmarès
- Mondiali

Barcellona 2013: oro nel libero combinato.
Kazan 2015: oro nella gara a squadre (programma tecnico) e nel libero combinato.
Budapest 2017: oro nel duo misto (programma libero) e argento nel duo misto (programma tecnico).
Gwangju 2019: oro nel libero combinato.
- Europei

Berlino 2014: oro nella gara a squadre.
Londra 2016: oro nel duo misto (programma libero e tecnico) e nel libero combinato.
Glasgow 2018: oro nella gara a squadre (programma libero e tecnico).
- Universiadi

Kazan' 2013: bronzo nel libero combinato.
- Europei giovanili

Belgrado 2011: oro nella gara a squadre e nel libero combinato.